# Molfetta Sportiva 1942-1943
Questa voce raccoglie le informazioni riguardanti il Molfetta Sportiva nelle competizioni ufficiali della stagione 1942-1943.

## Rosa
| N. |                   | Ruolo | Calciatore           |
| -- | ----------------- | ----- | -------------------- |
|    | Italia (bandiera) | A     | Corrado Bernicchi    |
|    | Italia (bandiera) | D     | Carlo Bertolini      |
|    | Italia (bandiera) | A     | Giuseppe Calò        |
|    | Italia (bandiera) | C     | Michele Catalano     |
|    | Italia (bandiera) | C     | Carmine Daliani Poli |
|    | Italia (bandiera) | D     | Giovanni Dattoli     |
|    | Italia (bandiera) | P     | Pasquale Di Pinto    |
|    | Italia (bandiera) | D     | Giuseppe Ferrante    |
|    | Italia (bandiera) | C     | Domenico Giacobbe    |

| N. |                   | Ruolo | Calciatore          |
| -- | ----------------- | ----- | ------------------- |
|    | Italia (bandiera) | C     | F. La Torre         |
|    | Italia (bandiera) | P     | Giuseppe La Torre   |
|    | Italia (bandiera) | A     | Giuseppe Mesto      |
|    | Italia (bandiera) | A     | Anselmo Panunzio    |
|    | Italia (bandiera) | A     | Ignazio Paparella   |
|    | Italia (bandiera) | C     | Saverino Pellecchia |
|    | Italia (bandiera) | A     | S. Pitas            |
|    | Italia (bandiera) | A     | L. Russo            |
|    | Italia (bandiera) | D     | M. Russo            |